# You Ain't Goin' Nowhere
You Ain't Goin' Nowhere è un brano musicale composto da Bob Dylan nel 1967 durante il suo periodo di autoimposto esilio dalle scene a seguito del suo incidente motociclistico del 29 luglio 1966.

## Il brano
La prima versione della canzone interpretata da Dylan venne ufficialmente pubblicata solo nel 1971 all'interno della compilation Bob Dylan's Greatest Hits Vol. II. Una precedente versione datata 1967, eseguita da Dylan e dalla Band, fu pubblicata in seguito nel 1975 sull'album The Basement Tapes. I The Byrds registrarono una loro versione della canzone nel 1968 e la pubblicarono come singolo. La versione dei Byrds è notevole per essere stata la prima in assoluto a venire pubblicata ufficialmente, precedendo la versione di Dylan di tre anni. La canzone è stata reinterpretata da numerosi artisti, inclusi Joan Baez, Unit 4 + 2, Earl Scruggs, Phish, Counting Crows, The Dandy Warhols, e Glen Hansard con Markéta Irglová.

### Versione di Bob Dylan

#### 1967
Iniziate nel giugno 1967 e terminate nell'ottobre 1967, le sessioni di registrazione di Bob Dylan con la The Band (allora ancora conosciuti come "The Hawks") a Woodstock, New York, si rivelarono la fonte di molti nuovi pezzi che furono fatti circolare su nastri demo dalla casa discografica di Dylan, la Columbia Records, per farli registrare da altri artisti a loro affiliati. You Ain't Goin' Nowhere era stata composta durante il periodo di convalescenza di Dylan dall'incidente in moto e comprendeva, a questo stadio, nella prima take un testo provvisorio nonsense che parlava della necessità di dar da mangiare al gatto, e nella successiva, più coerente, un testo che alludeva all'attesa da parte del musicista dell'arrivo della propria sposa. La versione originale dei The Basement Tapes venne registrata da Dylan con la Band (senza Levon Helm che aveva temporaneamente lasciato il gruppo all'epoca) nella cantina della grande casa di campagna detta "Big Pink".

#### 1971
Il 24 settembre 1971, Dylan ri-registrò tre brani provenienti dai "nastri della cantina" di Woodstock per l'inclusione nel suo Greatest Hits Vol. II: You Ain't Goin' Nowhere, I Shall Be Released, e Down in the Flood, con il contributo di Happy Traum al basso, al banjo e alla chitarra elettrica. Il testo di questa versione differisce notevolmente rispetto alle versioni presenti nei Basement Tapes. La versione del 1971 è stata successivamente inclusa nelle raccolte The Essential Bob Dylan (2000) e Dylan (2007), anche se in quest'ultima le note interne dell'album indicano erroneamente che si tratti dell'incisione del 1967.

### Versione dei Byrds
I Byrds incisero la loro versione di You Ain't Goin' Nowhere nel marzo 1968, ed essa venne pubblicata su singolo il 2 aprile 1968, circa tre anni prima che Dylan facesse uscire la sua versione della canzone. Si trattava del singolo principale estratto dal loro nuovo album country rock, Sweetheart of the Rodeo, e raggiunse la posizione numero 74 nella classifica Billboard Hot 100 in America e la numero 45 della Official Singles Chart nel Regno Unito. Oltre alla formazione dei Byrds dell'epoca, la canzone contiene anche contributi da parte del session men Lloyd Green alla pedal steel guitar. Anche se non è famosa quanto la loro cover di Mr. Tambourine Man, la versione dei Byrds di You Ain't Goin' Nowhere viene spesso indicata dalla critica come la miglior reinterpretazione da parte della band di un brano di Bob Dylan.
La traccia venne scelta dai membri del gruppo dopo che la Columbia Records, gli aveva inviato in ascolto i nastri demo ancora inediti delle sessioni di Dylan a Woodstock. Tra le canzoni incluse nei demo figuravano brani quali You Ain't Goin' Nowhere e Nothing Was Delivered, entrambi scelti dai Byrds per essere registrati nel marzo '68, durante le sedute di registrazione dell'album Sweetheart of the Rodeo svoltesi a Nashville, Tennessee.
La registrazione della canzone da parte dei Byrds creò una piccola controversia fra il gruppo e l'autore del brano. Il demo originale di Dylan di You Ain't Goin' Nowhere conteneva la strofa: «Pick up your money, pack up your tent» ("Prendi i soldi, togli le tende"), che venne erroneamente alterata nella versione dei Byrds, dal chitarrista e cantante Roger McGuinn, in: «Pack up your money, pick up your tent» ("Metti via i tuoi soldi, prendi la tua tenda"). Dylan espresse il suo disappunto verso questo cambiamento quando nella sua versione del 1971 della canzone, cantò: «Pack up your money, put up your tent McGuinn/You ain't goin' nowhere» ("Metti via i tuoi soldi, monta la tua tenda McGuinn, non stai andando da nessuna parte"). McGuinn replicò nel 1989 in una nuova registrazione della traccia inclusa nell'album della Nitty Gritty Dirt Band Will the Circle Be Unbroken: Volume Two, aggiungendo la parola "Dylan" dopo il verso incriminato. La registrazione del 1989 di McGuinn e della Nitty Gritty Dirt Band, che includeva anche l'ex bassista dei Byrds Chris Hillman, venne pubblicata su singolo raggiungendo la posizione numero 6 nella classifica Billboard Hot Country Singles nel 1989. Nonostante il coinvolgimento attivo della Nitty Gritty Dirt Band, il singolo uscì solo a nome McGuinn & Hillman.
Dopo la sua inclusione in Sweetheart of the Rodeo, la canzone divenne una presenza fissa nei concerti dei Byrds, fino al loro scioglimento nel 1973.

## Altre cover
- Il gruppo beat Unit 4 + 2 pubblicò una versione di You Ain't Goin' Nowhere su singolo nel 1968.[25][26]
- Joan Baez incluse la sua versione del brano nel suo album del 1968 Any Day Now.[27]
- La band australiana The Flying Circus incluse la canzone sull'omonimo loro album di debutto pubblicato nell'agosto 1969.
- Il quartetto roots rock The Rave-Ups reinterpretò il brano nel 1985 sull'album, Town and Country.[28]
- La band country Nitty Gritty Dirt Band nel 1989 pubblicò una cover nel disco Will the Circle Be Unbroken: Volume Two.
- Shawn Colvin, Mary Chapin Carpenter, e Rosanne Cash eseguirono la canzone al Madison Square Garden nel 1992, per l'album tributo a Bob Dylan The 30th Anniversary Concert Celebration.[29]
- I Phish eseguirono il brano durante un concerto del 30 luglio 2003 al Tweeter Center di Waterfront in Camden, New Jersey.[30]
- The Crust Brothers sull'album live del 1998 Marquee Mark[31]
- I Counting Crows registrarono il brano come bonus track per il loro album Hard Candy del 2002.[32][33]
- Maria Muldaur incise il brano, con un testo lievemente modificato, per il suo album del 2006 Heart of Mine: Maria Muldaur Sings Love Songs of Bob Dylan.[34]
- Marty Raybon, ex cantante dei Shenandoah, sull'album del 2006 When the Sand Runs Out.[35]
- Glen Hansard e Markéta Irglová registrarono la canzone per la colonna sonora del film biografico su Dylan di Todd Haynes Io non sono qui, utilizzando il testo della versione di Dylan del 1971, incluso il riferimento a Roger McGuinn.[36]
- I Dandy Warhols hanno reinterpretato la canzone per l'edizione in download digitale del loro album del 2009 The Dandy Warhols Are Sound.[37]
- Nel 2012, Brett Dennen ha pubblicato una versione di You Ain't Goin' Nowhere sull'album Chimes of Freedom: Songs of Bob Dylan Honoring 50 Years of Amnesty International.